# Ларсена Л. тема
Те́ма Ларсена Л. — тема в шаховій композиції. Суть теми — в ілюзорній грі з чорною корекцією чорні оголошують шахи білому королю, а в рішенні шахи неможливі, при цьому білу тематичну фігуру чорні багаторазово зв'язують ходами з чорною корекцією. 

## Історія
Ідею запропонував данський шаховий композитор і міжнародний майстер з шахової композиції міжнародний арбітр (суддя) з шахової композиції Ларс Аксгледе Ларсен (09.03.1919 — 27.03.2017).
В ілюзорній грі задачі в механізмі чорної корекції чорні оголошують білому королю шахи, на що виникають мати чорному королю. В рішенні задачі чорні захищаються ходами з чорною корекцією, але шахи білому королю вже не виникають. На ці ходи чорних проходять інші мати чорному королю.
Ідея Ларса Ларсена дістала назву — тема Ларсена Л., оскільки ще існує ідея Карла Ларсена, яка має назву тема Ларсена К.
|   | a | b | c | d | e | f | g | h |   |
| 8 | b8 білий слон · d8 білий король · f8 білий ферзь · g7 чорний пішак · h7 чорний пішак · b6 чорний пішак · e6 білий пішак · a5 біла тура · b5 білий кінь · d5 чорний кінь · f5 білий кінь · g5 біла тура · a4 чорна тура · e4 чорний король · h4 чорна тура · c3 білий пішак · d3 чорний ферзь · e3 білий пішак · e2 білий пішак · f2 чорний кінь · b1 білий слон | b8 білий слон · d8 білий король · f8 білий ферзь · g7 чорний пішак · h7 чорний пішак · b6 чорний пішак · e6 білий пішак · a5 біла тура · b5 білий кінь · d5 чорний кінь · f5 білий кінь · g5 біла тура · a4 чорна тура · e4 чорний король · h4 чорна тура · c3 білий пішак · d3 чорний ферзь · e3 білий пішак · e2 білий пішак · f2 чорний кінь · b1 білий слон | b8 білий слон · d8 білий король · f8 білий ферзь · g7 чорний пішак · h7 чорний пішак · b6 чорний пішак · e6 білий пішак · a5 біла тура · b5 білий кінь · d5 чорний кінь · f5 білий кінь · g5 біла тура · a4 чорна тура · e4 чорний король · h4 чорна тура · c3 білий пішак · d3 чорний ферзь · e3 білий пішак · e2 білий пішак · f2 чорний кінь · b1 білий слон | b8 білий слон · d8 білий король · f8 білий ферзь · g7 чорний пішак · h7 чорний пішак · b6 чорний пішак · e6 білий пішак · a5 біла тура · b5 білий кінь · d5 чорний кінь · f5 білий кінь · g5 біла тура · a4 чорна тура · e4 чорний король · h4 чорна тура · c3 білий пішак · d3 чорний ферзь · e3 білий пішак · e2 білий пішак · f2 чорний кінь · b1 білий слон | b8 білий слон · d8 білий король · f8 білий ферзь · g7 чорний пішак · h7 чорний пішак · b6 чорний пішак · e6 білий пішак · a5 біла тура · b5 білий кінь · d5 чорний кінь · f5 білий кінь · g5 біла тура · a4 чорна тура · e4 чорний король · h4 чорна тура · c3 білий пішак · d3 чорний ферзь · e3 білий пішак · e2 білий пішак · f2 чорний кінь · b1 білий слон | b8 білий слон · d8 білий король · f8 білий ферзь · g7 чорний пішак · h7 чорний пішак · b6 чорний пішак · e6 білий пішак · a5 біла тура · b5 білий кінь · d5 чорний кінь · f5 білий кінь · g5 біла тура · a4 чорна тура · e4 чорний король · h4 чорна тура · c3 білий пішак · d3 чорний ферзь · e3 білий пішак · e2 білий пішак · f2 чорний кінь · b1 білий слон | b8 білий слон · d8 білий король · f8 білий ферзь · g7 чорний пішак · h7 чорний пішак · b6 чорний пішак · e6 білий пішак · a5 біла тура · b5 білий кінь · d5 чорний кінь · f5 білий кінь · g5 біла тура · a4 чорна тура · e4 чорний король · h4 чорна тура · c3 білий пішак · d3 чорний ферзь · e3 білий пішак · e2 білий пішак · f2 чорний кінь · b1 білий слон | b8 білий слон · d8 білий король · f8 білий ферзь · g7 чорний пішак · h7 чорний пішак · b6 чорний пішак · e6 білий пішак · a5 біла тура · b5 білий кінь · d5 чорний кінь · f5 білий кінь · g5 біла тура · a4 чорна тура · e4 чорний король · h4 чорна тура · c3 білий пішак · d3 чорний ферзь · e3 білий пішак · e2 білий пішак · f2 чорний кінь · b1 білий слон | 8 |
| 7 | b8 білий слон · d8 білий король · f8 білий ферзь · g7 чорний пішак · h7 чорний пішак · b6 чорний пішак · e6 білий пішак · a5 біла тура · b5 білий кінь · d5 чорний кінь · f5 білий кінь · g5 біла тура · a4 чорна тура · e4 чорний король · h4 чорна тура · c3 білий пішак · d3 чорний ферзь · e3 білий пішак · e2 білий пішак · f2 чорний кінь · b1 білий слон | b8 білий слон · d8 білий король · f8 білий ферзь · g7 чорний пішак · h7 чорний пішак · b6 чорний пішак · e6 білий пішак · a5 біла тура · b5 білий кінь · d5 чорний кінь · f5 білий кінь · g5 біла тура · a4 чорна тура · e4 чорний король · h4 чорна тура · c3 білий пішак · d3 чорний ферзь · e3 білий пішак · e2 білий пішак · f2 чорний кінь · b1 білий слон | b8 білий слон · d8 білий король · f8 білий ферзь · g7 чорний пішак · h7 чорний пішак · b6 чорний пішак · e6 білий пішак · a5 біла тура · b5 білий кінь · d5 чорний кінь · f5 білий кінь · g5 біла тура · a4 чорна тура · e4 чорний король · h4 чорна тура · c3 білий пішак · d3 чорний ферзь · e3 білий пішак · e2 білий пішак · f2 чорний кінь · b1 білий слон | b8 білий слон · d8 білий король · f8 білий ферзь · g7 чорний пішак · h7 чорний пішак · b6 чорний пішак · e6 білий пішак · a5 біла тура · b5 білий кінь · d5 чорний кінь · f5 білий кінь · g5 біла тура · a4 чорна тура · e4 чорний король · h4 чорна тура · c3 білий пішак · d3 чорний ферзь · e3 білий пішак · e2 білий пішак · f2 чорний кінь · b1 білий слон | b8 білий слон · d8 білий король · f8 білий ферзь · g7 чорний пішак · h7 чорний пішак · b6 чорний пішак · e6 білий пішак · a5 біла тура · b5 білий кінь · d5 чорний кінь · f5 білий кінь · g5 біла тура · a4 чорна тура · e4 чорний король · h4 чорна тура · c3 білий пішак · d3 чорний ферзь · e3 білий пішак · e2 білий пішак · f2 чорний кінь · b1 білий слон | b8 білий слон · d8 білий король · f8 білий ферзь · g7 чорний пішак · h7 чорний пішак · b6 чорний пішак · e6 білий пішак · a5 біла тура · b5 білий кінь · d5 чорний кінь · f5 білий кінь · g5 біла тура · a4 чорна тура · e4 чорний король · h4 чорна тура · c3 білий пішак · d3 чорний ферзь · e3 білий пішак · e2 білий пішак · f2 чорний кінь · b1 білий слон | b8 білий слон · d8 білий король · f8 білий ферзь · g7 чорний пішак · h7 чорний пішак · b6 чорний пішак · e6 білий пішак · a5 біла тура · b5 білий кінь · d5 чорний кінь · f5 білий кінь · g5 біла тура · a4 чорна тура · e4 чорний король · h4 чорна тура · c3 білий пішак · d3 чорний ферзь · e3 білий пішак · e2 білий пішак · f2 чорний кінь · b1 білий слон | b8 білий слон · d8 білий король · f8 білий ферзь · g7 чорний пішак · h7 чорний пішак · b6 чорний пішак · e6 білий пішак · a5 біла тура · b5 білий кінь · d5 чорний кінь · f5 білий кінь · g5 біла тура · a4 чорна тура · e4 чорний король · h4 чорна тура · c3 білий пішак · d3 чорний ферзь · e3 білий пішак · e2 білий пішак · f2 чорний кінь · b1 білий слон | 7 |
| 6 | b8 білий слон · d8 білий король · f8 білий ферзь · g7 чорний пішак · h7 чорний пішак · b6 чорний пішак · e6 білий пішак · a5 біла тура · b5 білий кінь · d5 чорний кінь · f5 білий кінь · g5 біла тура · a4 чорна тура · e4 чорний король · h4 чорна тура · c3 білий пішак · d3 чорний ферзь · e3 білий пішак · e2 білий пішак · f2 чорний кінь · b1 білий слон | b8 білий слон · d8 білий король · f8 білий ферзь · g7 чорний пішак · h7 чорний пішак · b6 чорний пішак · e6 білий пішак · a5 біла тура · b5 білий кінь · d5 чорний кінь · f5 білий кінь · g5 біла тура · a4 чорна тура · e4 чорний король · h4 чорна тура · c3 білий пішак · d3 чорний ферзь · e3 білий пішак · e2 білий пішак · f2 чорний кінь · b1 білий слон | b8 білий слон · d8 білий король · f8 білий ферзь · g7 чорний пішак · h7 чорний пішак · b6 чорний пішак · e6 білий пішак · a5 біла тура · b5 білий кінь · d5 чорний кінь · f5 білий кінь · g5 біла тура · a4 чорна тура · e4 чорний король · h4 чорна тура · c3 білий пішак · d3 чорний ферзь · e3 білий пішак · e2 білий пішак · f2 чорний кінь · b1 білий слон | b8 білий слон · d8 білий король · f8 білий ферзь · g7 чорний пішак · h7 чорний пішак · b6 чорний пішак · e6 білий пішак · a5 біла тура · b5 білий кінь · d5 чорний кінь · f5 білий кінь · g5 біла тура · a4 чорна тура · e4 чорний король · h4 чорна тура · c3 білий пішак · d3 чорний ферзь · e3 білий пішак · e2 білий пішак · f2 чорний кінь · b1 білий слон | b8 білий слон · d8 білий король · f8 білий ферзь · g7 чорний пішак · h7 чорний пішак · b6 чорний пішак · e6 білий пішак · a5 біла тура · b5 білий кінь · d5 чорний кінь · f5 білий кінь · g5 біла тура · a4 чорна тура · e4 чорний король · h4 чорна тура · c3 білий пішак · d3 чорний ферзь · e3 білий пішак · e2 білий пішак · f2 чорний кінь · b1 білий слон | b8 білий слон · d8 білий король · f8 білий ферзь · g7 чорний пішак · h7 чорний пішак · b6 чорний пішак · e6 білий пішак · a5 біла тура · b5 білий кінь · d5 чорний кінь · f5 білий кінь · g5 біла тура · a4 чорна тура · e4 чорний король · h4 чорна тура · c3 білий пішак · d3 чорний ферзь · e3 білий пішак · e2 білий пішак · f2 чорний кінь · b1 білий слон | b8 білий слон · d8 білий король · f8 білий ферзь · g7 чорний пішак · h7 чорний пішак · b6 чорний пішак · e6 білий пішак · a5 біла тура · b5 білий кінь · d5 чорний кінь · f5 білий кінь · g5 біла тура · a4 чорна тура · e4 чорний король · h4 чорна тура · c3 білий пішак · d3 чорний ферзь · e3 білий пішак · e2 білий пішак · f2 чорний кінь · b1 білий слон | b8 білий слон · d8 білий король · f8 білий ферзь · g7 чорний пішак · h7 чорний пішак · b6 чорний пішак · e6 білий пішак · a5 біла тура · b5 білий кінь · d5 чорний кінь · f5 білий кінь · g5 біла тура · a4 чорна тура · e4 чорний король · h4 чорна тура · c3 білий пішак · d3 чорний ферзь · e3 білий пішак · e2 білий пішак · f2 чорний кінь · b1 білий слон | 6 |
| 5 | b8 білий слон · d8 білий король · f8 білий ферзь · g7 чорний пішак · h7 чорний пішак · b6 чорний пішак · e6 білий пішак · a5 біла тура · b5 білий кінь · d5 чорний кінь · f5 білий кінь · g5 біла тура · a4 чорна тура · e4 чорний король · h4 чорна тура · c3 білий пішак · d3 чорний ферзь · e3 білий пішак · e2 білий пішак · f2 чорний кінь · b1 білий слон | b8 білий слон · d8 білий король · f8 білий ферзь · g7 чорний пішак · h7 чорний пішак · b6 чорний пішак · e6 білий пішак · a5 біла тура · b5 білий кінь · d5 чорний кінь · f5 білий кінь · g5 біла тура · a4 чорна тура · e4 чорний король · h4 чорна тура · c3 білий пішак · d3 чорний ферзь · e3 білий пішак · e2 білий пішак · f2 чорний кінь · b1 білий слон | b8 білий слон · d8 білий король · f8 білий ферзь · g7 чорний пішак · h7 чорний пішак · b6 чорний пішак · e6 білий пішак · a5 біла тура · b5 білий кінь · d5 чорний кінь · f5 білий кінь · g5 біла тура · a4 чорна тура · e4 чорний король · h4 чорна тура · c3 білий пішак · d3 чорний ферзь · e3 білий пішак · e2 білий пішак · f2 чорний кінь · b1 білий слон | b8 білий слон · d8 білий король · f8 білий ферзь · g7 чорний пішак · h7 чорний пішак · b6 чорний пішак · e6 білий пішак · a5 біла тура · b5 білий кінь · d5 чорний кінь · f5 білий кінь · g5 біла тура · a4 чорна тура · e4 чорний король · h4 чорна тура · c3 білий пішак · d3 чорний ферзь · e3 білий пішак · e2 білий пішак · f2 чорний кінь · b1 білий слон | b8 білий слон · d8 білий король · f8 білий ферзь · g7 чорний пішак · h7 чорний пішак · b6 чорний пішак · e6 білий пішак · a5 біла тура · b5 білий кінь · d5 чорний кінь · f5 білий кінь · g5 біла тура · a4 чорна тура · e4 чорний король · h4 чорна тура · c3 білий пішак · d3 чорний ферзь · e3 білий пішак · e2 білий пішак · f2 чорний кінь · b1 білий слон | b8 білий слон · d8 білий король · f8 білий ферзь · g7 чорний пішак · h7 чорний пішак · b6 чорний пішак · e6 білий пішак · a5 біла тура · b5 білий кінь · d5 чорний кінь · f5 білий кінь · g5 біла тура · a4 чорна тура · e4 чорний король · h4 чорна тура · c3 білий пішак · d3 чорний ферзь · e3 білий пішак · e2 білий пішак · f2 чорний кінь · b1 білий слон | b8 білий слон · d8 білий король · f8 білий ферзь · g7 чорний пішак · h7 чорний пішак · b6 чорний пішак · e6 білий пішак · a5 біла тура · b5 білий кінь · d5 чорний кінь · f5 білий кінь · g5 біла тура · a4 чорна тура · e4 чорний король · h4 чорна тура · c3 білий пішак · d3 чорний ферзь · e3 білий пішак · e2 білий пішак · f2 чорний кінь · b1 білий слон | b8 білий слон · d8 білий король · f8 білий ферзь · g7 чорний пішак · h7 чорний пішак · b6 чорний пішак · e6 білий пішак · a5 біла тура · b5 білий кінь · d5 чорний кінь · f5 білий кінь · g5 біла тура · a4 чорна тура · e4 чорний король · h4 чорна тура · c3 білий пішак · d3 чорний ферзь · e3 білий пішак · e2 білий пішак · f2 чорний кінь · b1 білий слон | 5 |
| 4 | b8 білий слон · d8 білий король · f8 білий ферзь · g7 чорний пішак · h7 чорний пішак · b6 чорний пішак · e6 білий пішак · a5 біла тура · b5 білий кінь · d5 чорний кінь · f5 білий кінь · g5 біла тура · a4 чорна тура · e4 чорний король · h4 чорна тура · c3 білий пішак · d3 чорний ферзь · e3 білий пішак · e2 білий пішак · f2 чорний кінь · b1 білий слон | b8 білий слон · d8 білий король · f8 білий ферзь · g7 чорний пішак · h7 чорний пішак · b6 чорний пішак · e6 білий пішак · a5 біла тура · b5 білий кінь · d5 чорний кінь · f5 білий кінь · g5 біла тура · a4 чорна тура · e4 чорний король · h4 чорна тура · c3 білий пішак · d3 чорний ферзь · e3 білий пішак · e2 білий пішак · f2 чорний кінь · b1 білий слон | b8 білий слон · d8 білий король · f8 білий ферзь · g7 чорний пішак · h7 чорний пішак · b6 чорний пішак · e6 білий пішак · a5 біла тура · b5 білий кінь · d5 чорний кінь · f5 білий кінь · g5 біла тура · a4 чорна тура · e4 чорний король · h4 чорна тура · c3 білий пішак · d3 чорний ферзь · e3 білий пішак · e2 білий пішак · f2 чорний кінь · b1 білий слон | b8 білий слон · d8 білий король · f8 білий ферзь · g7 чорний пішак · h7 чорний пішак · b6 чорний пішак · e6 білий пішак · a5 біла тура · b5 білий кінь · d5 чорний кінь · f5 білий кінь · g5 біла тура · a4 чорна тура · e4 чорний король · h4 чорна тура · c3 білий пішак · d3 чорний ферзь · e3 білий пішак · e2 білий пішак · f2 чорний кінь · b1 білий слон | b8 білий слон · d8 білий король · f8 білий ферзь · g7 чорний пішак · h7 чорний пішак · b6 чорний пішак · e6 білий пішак · a5 біла тура · b5 білий кінь · d5 чорний кінь · f5 білий кінь · g5 біла тура · a4 чорна тура · e4 чорний король · h4 чорна тура · c3 білий пішак · d3 чорний ферзь · e3 білий пішак · e2 білий пішак · f2 чорний кінь · b1 білий слон | b8 білий слон · d8 білий король · f8 білий ферзь · g7 чорний пішак · h7 чорний пішак · b6 чорний пішак · e6 білий пішак · a5 біла тура · b5 білий кінь · d5 чорний кінь · f5 білий кінь · g5 біла тура · a4 чорна тура · e4 чорний король · h4 чорна тура · c3 білий пішак · d3 чорний ферзь · e3 білий пішак · e2 білий пішак · f2 чорний кінь · b1 білий слон | b8 білий слон · d8 білий король · f8 білий ферзь · g7 чорний пішак · h7 чорний пішак · b6 чорний пішак · e6 білий пішак · a5 біла тура · b5 білий кінь · d5 чорний кінь · f5 білий кінь · g5 біла тура · a4 чорна тура · e4 чорний король · h4 чорна тура · c3 білий пішак · d3 чорний ферзь · e3 білий пішак · e2 білий пішак · f2 чорний кінь · b1 білий слон | b8 білий слон · d8 білий король · f8 білий ферзь · g7 чорний пішак · h7 чорний пішак · b6 чорний пішак · e6 білий пішак · a5 біла тура · b5 білий кінь · d5 чорний кінь · f5 білий кінь · g5 біла тура · a4 чорна тура · e4 чорний король · h4 чорна тура · c3 білий пішак · d3 чорний ферзь · e3 білий пішак · e2 білий пішак · f2 чорний кінь · b1 білий слон | 4 |
| 3 | b8 білий слон · d8 білий король · f8 білий ферзь · g7 чорний пішак · h7 чорний пішак · b6 чорний пішак · e6 білий пішак · a5 біла тура · b5 білий кінь · d5 чорний кінь · f5 білий кінь · g5 біла тура · a4 чорна тура · e4 чорний король · h4 чорна тура · c3 білий пішак · d3 чорний ферзь · e3 білий пішак · e2 білий пішак · f2 чорний кінь · b1 білий слон | b8 білий слон · d8 білий король · f8 білий ферзь · g7 чорний пішак · h7 чорний пішак · b6 чорний пішак · e6 білий пішак · a5 біла тура · b5 білий кінь · d5 чорний кінь · f5 білий кінь · g5 біла тура · a4 чорна тура · e4 чорний король · h4 чорна тура · c3 білий пішак · d3 чорний ферзь · e3 білий пішак · e2 білий пішак · f2 чорний кінь · b1 білий слон | b8 білий слон · d8 білий король · f8 білий ферзь · g7 чорний пішак · h7 чорний пішак · b6 чорний пішак · e6 білий пішак · a5 біла тура · b5 білий кінь · d5 чорний кінь · f5 білий кінь · g5 біла тура · a4 чорна тура · e4 чорний король · h4 чорна тура · c3 білий пішак · d3 чорний ферзь · e3 білий пішак · e2 білий пішак · f2 чорний кінь · b1 білий слон | b8 білий слон · d8 білий король · f8 білий ферзь · g7 чорний пішак · h7 чорний пішак · b6 чорний пішак · e6 білий пішак · a5 біла тура · b5 білий кінь · d5 чорний кінь · f5 білий кінь · g5 біла тура · a4 чорна тура · e4 чорний король · h4 чорна тура · c3 білий пішак · d3 чорний ферзь · e3 білий пішак · e2 білий пішак · f2 чорний кінь · b1 білий слон | b8 білий слон · d8 білий король · f8 білий ферзь · g7 чорний пішак · h7 чорний пішак · b6 чорний пішак · e6 білий пішак · a5 біла тура · b5 білий кінь · d5 чорний кінь · f5 білий кінь · g5 біла тура · a4 чорна тура · e4 чорний король · h4 чорна тура · c3 білий пішак · d3 чорний ферзь · e3 білий пішак · e2 білий пішак · f2 чорний кінь · b1 білий слон | b8 білий слон · d8 білий король · f8 білий ферзь · g7 чорний пішак · h7 чорний пішак · b6 чорний пішак · e6 білий пішак · a5 біла тура · b5 білий кінь · d5 чорний кінь · f5 білий кінь · g5 біла тура · a4 чорна тура · e4 чорний король · h4 чорна тура · c3 білий пішак · d3 чорний ферзь · e3 білий пішак · e2 білий пішак · f2 чорний кінь · b1 білий слон | b8 білий слон · d8 білий король · f8 білий ферзь · g7 чорний пішак · h7 чорний пішак · b6 чорний пішак · e6 білий пішак · a5 біла тура · b5 білий кінь · d5 чорний кінь · f5 білий кінь · g5 біла тура · a4 чорна тура · e4 чорний король · h4 чорна тура · c3 білий пішак · d3 чорний ферзь · e3 білий пішак · e2 білий пішак · f2 чорний кінь · b1 білий слон | b8 білий слон · d8 білий король · f8 білий ферзь · g7 чорний пішак · h7 чорний пішак · b6 чорний пішак · e6 білий пішак · a5 біла тура · b5 білий кінь · d5 чорний кінь · f5 білий кінь · g5 біла тура · a4 чорна тура · e4 чорний король · h4 чорна тура · c3 білий пішак · d3 чорний ферзь · e3 білий пішак · e2 білий пішак · f2 чорний кінь · b1 білий слон | 3 |
| 2 | b8 білий слон · d8 білий король · f8 білий ферзь · g7 чорний пішак · h7 чорний пішак · b6 чорний пішак · e6 білий пішак · a5 біла тура · b5 білий кінь · d5 чорний кінь · f5 білий кінь · g5 біла тура · a4 чорна тура · e4 чорний король · h4 чорна тура · c3 білий пішак · d3 чорний ферзь · e3 білий пішак · e2 білий пішак · f2 чорний кінь · b1 білий слон | b8 білий слон · d8 білий король · f8 білий ферзь · g7 чорний пішак · h7 чорний пішак · b6 чорний пішак · e6 білий пішак · a5 біла тура · b5 білий кінь · d5 чорний кінь · f5 білий кінь · g5 біла тура · a4 чорна тура · e4 чорний король · h4 чорна тура · c3 білий пішак · d3 чорний ферзь · e3 білий пішак · e2 білий пішак · f2 чорний кінь · b1 білий слон | b8 білий слон · d8 білий король · f8 білий ферзь · g7 чорний пішак · h7 чорний пішак · b6 чорний пішак · e6 білий пішак · a5 біла тура · b5 білий кінь · d5 чорний кінь · f5 білий кінь · g5 біла тура · a4 чорна тура · e4 чорний король · h4 чорна тура · c3 білий пішак · d3 чорний ферзь · e3 білий пішак · e2 білий пішак · f2 чорний кінь · b1 білий слон | b8 білий слон · d8 білий король · f8 білий ферзь · g7 чорний пішак · h7 чорний пішак · b6 чорний пішак · e6 білий пішак · a5 біла тура · b5 білий кінь · d5 чорний кінь · f5 білий кінь · g5 біла тура · a4 чорна тура · e4 чорний король · h4 чорна тура · c3 білий пішак · d3 чорний ферзь · e3 білий пішак · e2 білий пішак · f2 чорний кінь · b1 білий слон | b8 білий слон · d8 білий король · f8 білий ферзь · g7 чорний пішак · h7 чорний пішак · b6 чорний пішак · e6 білий пішак · a5 біла тура · b5 білий кінь · d5 чорний кінь · f5 білий кінь · g5 біла тура · a4 чорна тура · e4 чорний король · h4 чорна тура · c3 білий пішак · d3 чорний ферзь · e3 білий пішак · e2 білий пішак · f2 чорний кінь · b1 білий слон | b8 білий слон · d8 білий король · f8 білий ферзь · g7 чорний пішак · h7 чорний пішак · b6 чорний пішак · e6 білий пішак · a5 біла тура · b5 білий кінь · d5 чорний кінь · f5 білий кінь · g5 біла тура · a4 чорна тура · e4 чорний король · h4 чорна тура · c3 білий пішак · d3 чорний ферзь · e3 білий пішак · e2 білий пішак · f2 чорний кінь · b1 білий слон | b8 білий слон · d8 білий король · f8 білий ферзь · g7 чорний пішак · h7 чорний пішак · b6 чорний пішак · e6 білий пішак · a5 біла тура · b5 білий кінь · d5 чорний кінь · f5 білий кінь · g5 біла тура · a4 чорна тура · e4 чорний король · h4 чорна тура · c3 білий пішак · d3 чорний ферзь · e3 білий пішак · e2 білий пішак · f2 чорний кінь · b1 білий слон | b8 білий слон · d8 білий король · f8 білий ферзь · g7 чорний пішак · h7 чорний пішак · b6 чорний пішак · e6 білий пішак · a5 біла тура · b5 білий кінь · d5 чорний кінь · f5 білий кінь · g5 біла тура · a4 чорна тура · e4 чорний король · h4 чорна тура · c3 білий пішак · d3 чорний ферзь · e3 білий пішак · e2 білий пішак · f2 чорний кінь · b1 білий слон | 2 |
| 1 | b8 білий слон · d8 білий король · f8 білий ферзь · g7 чорний пішак · h7 чорний пішак · b6 чорний пішак · e6 білий пішак · a5 біла тура · b5 білий кінь · d5 чорний кінь · f5 білий кінь · g5 біла тура · a4 чорна тура · e4 чорний король · h4 чорна тура · c3 білий пішак · d3 чорний ферзь · e3 білий пішак · e2 білий пішак · f2 чорний кінь · b1 білий слон | b8 білий слон · d8 білий король · f8 білий ферзь · g7 чорний пішак · h7 чорний пішак · b6 чорний пішак · e6 білий пішак · a5 біла тура · b5 білий кінь · d5 чорний кінь · f5 білий кінь · g5 біла тура · a4 чорна тура · e4 чорний король · h4 чорна тура · c3 білий пішак · d3 чорний ферзь · e3 білий пішак · e2 білий пішак · f2 чорний кінь · b1 білий слон | b8 білий слон · d8 білий король · f8 білий ферзь · g7 чорний пішак · h7 чорний пішак · b6 чорний пішак · e6 білий пішак · a5 біла тура · b5 білий кінь · d5 чорний кінь · f5 білий кінь · g5 біла тура · a4 чорна тура · e4 чорний король · h4 чорна тура · c3 білий пішак · d3 чорний ферзь · e3 білий пішак · e2 білий пішак · f2 чорний кінь · b1 білий слон | b8 білий слон · d8 білий король · f8 білий ферзь · g7 чорний пішак · h7 чорний пішак · b6 чорний пішак · e6 білий пішак · a5 біла тура · b5 білий кінь · d5 чорний кінь · f5 білий кінь · g5 біла тура · a4 чорна тура · e4 чорний король · h4 чорна тура · c3 білий пішак · d3 чорний ферзь · e3 білий пішак · e2 білий пішак · f2 чорний кінь · b1 білий слон | b8 білий слон · d8 білий король · f8 білий ферзь · g7 чорний пішак · h7 чорний пішак · b6 чорний пішак · e6 білий пішак · a5 біла тура · b5 білий кінь · d5 чорний кінь · f5 білий кінь · g5 біла тура · a4 чорна тура · e4 чорний король · h4 чорна тура · c3 білий пішак · d3 чорний ферзь · e3 білий пішак · e2 білий пішак · f2 чорний кінь · b1 білий слон | b8 білий слон · d8 білий король · f8 білий ферзь · g7 чорний пішак · h7 чорний пішак · b6 чорний пішак · e6 білий пішак · a5 біла тура · b5 білий кінь · d5 чорний кінь · f5 білий кінь · g5 біла тура · a4 чорна тура · e4 чорний король · h4 чорна тура · c3 білий пішак · d3 чорний ферзь · e3 білий пішак · e2 білий пішак · f2 чорний кінь · b1 білий слон | b8 білий слон · d8 білий король · f8 білий ферзь · g7 чорний пішак · h7 чорний пішак · b6 чорний пішак · e6 білий пішак · a5 біла тура · b5 білий кінь · d5 чорний кінь · f5 білий кінь · g5 біла тура · a4 чорна тура · e4 чорний король · h4 чорна тура · c3 білий пішак · d3 чорний ферзь · e3 білий пішак · e2 білий пішак · f2 чорний кінь · b1 білий слон | b8 білий слон · d8 білий король · f8 білий ферзь · g7 чорний пішак · h7 чорний пішак · b6 чорний пішак · e6 білий пішак · a5 біла тура · b5 білий кінь · d5 чорний кінь · f5 білий кінь · g5 біла тура · a4 чорна тура · e4 чорний король · h4 чорна тура · c3 білий пішак · d3 чорний ферзь · e3 білий пішак · e2 білий пішак · f2 чорний кінь · b1 білий слон | 1 |
|   | a | b | c | d | e | f | g | h |   |

FEN: 1B1K1Q2/6pp/1p2P3/RN1n1NR1/r3k2r/2PqP3/4Pn2/1B6

1. ... Sd~ +   2. Sbd6#
1. ... Sde3 + 2. Sfd6#
1. Qd6! ~ 2. Qe5#
1. ... Sd~ 2. Ra4#
1. ... Se3 2. Sg3#
1. ... Sb4 2. Qd4#
1. ... Sc3 2. Sc3#